# Vasco José Taborda Ribas
Vasco José Taborda Ribas (Curitiba, 18 de septiembre de 1909 - ibídem, 3 de abril de 1997) fue un abogado, escritor, profesor y lingüista brasileño.
Estudió en el Ginásio Paranaense (actual  Colégio Estadual do Paraná ) y derecho en la Universidad Federal do Paraná. 
Fue promotor de  Justiça Militar no Brasil , secretario general del  Tribunal de Contas do Paraná , director del Departamento de Serviço Social do Paraná, procurador-adjunto del Tribunal de Contas do Paraná, bibliotecario del Instituto Neopitagórico y miembro de instituciones como Círculo de Estudos Bandeirantes, PEN Clube do Brasil, etc.

## Obra
- Saturnópolis (1940);
- Um Episódio da Ocupação de Curitiba pelas Forças Federalistas em 1894 (1944)
- O Sete Orelhas
- Sapé
- Rocha Pombo (1958)
- Euclides da Cunha (1959)
- Rodrigo Junior (1960)
- Leôncio Correia (1960)
- Antologia do Folclore Brasileiro (1962)
- O Fisquim (1963)
- A Estrela e Eu (1963)
- Varredores da Madrugada
- Antologia de Trovadores do Paraná
- Antologia dos Poetas Paranaenses
- Trufas
- Muçaraí - Movimentos Poéticos (1970)
- Almenara - Meditação (1975)
- Trovadores do Brasil;
- Dicionário Cultural da Língua Portuguesa
- Roteiro - Viagem à Amazonia (1978)